# Карсановы
Карса́новы (осет. Карсанатæ, Карсантæ, груз. ქარსანაშვილი, ქარსანიშვილი) — осетинская фамилия.

## Антропонимика
Из (перс. ﻛﺎﺭﺳﺎﻥ‎ [карсан]) — ‘житие, жизнеописание, история жизни; деревянный или глиняный ларь’.

## Происхождение
Карсановы, корни которых восходят к Царазон-Цахиловым, переселившись в селение Верхний Ламардон Тагаурского общества, считались наиболее знатной фамилией после тагиат и иногда упоминались как двенадцатая алдарская фамилия. Наравне с алдарами они участвовали в важных делах общества.
Подчёркивая своё знатное происхождение, Карсановы приводили факты родства с тагаурскими алдарами: на дочери Сурхауа Тулатова был женат Карсанов Амзоруко, на дочери Даце Тулатова — Карсанов Сенак, на дочери Дагиста Туганова — Карсанов Кургоко, на дочери Гуда Канукова — Карсанов Хатахцико, на дочери Бзаруко Тхостова — Карсанов Биазаруко, на дочери Казихана Алдатова — Карсанов Темирхан, на дочери Дударуко Кундухова — Карсанов Тепса.

## История
В 1830 году Карсановы приняли самое активное участие в антироссийском восстании. Они отказались являться к генералу Абхазову и принимать присягу на верность Российскому правительству. Против них были направлены 100 стрелков из Ставропольского пехотного полка, 25 казаков Горского полка и одна пушка. Жители Ламардона покинули своё село и ушли в горы. Отряд Абхазова дотла разрушил Ламардон, стада Карсановых были отбиты, поля их сожжены. «Но сами они удалились в такие скалы, что без весьма значительной потери с нашей стороны нельзя к ним было достигнуть» — оправдывался Паскевич в своём рапорте военному министру Чернышеву. После разрушения Ламардона Абхазов считал свою экспедицию оконченной.

## Генеалогия
Родственными фамилиями (осет. æрвадæлтæ) Карсановых являются Амбаловы, Агнаевы, Сугаровы, Таутиевы и Цабиевы.
| Компания | Антропоним          | Гаплогруппы (Y-ДНК # мтДНК) |
| -------- | ------------------- | --------------------------- |
| 23andMe  | Anzhela Karsanova   | U5a1                        |
| 23andMe  | Tim Karsanti (1988) | G-FGC705 # H6a1a1           |
| FTDNA    | E Karsanov          | G2a1a1a1a1a1a1a1a2a3 # H4d  |
| Genotek  | Аксо Карсанов       | G2a1a1a1a1a1b # T2g1        |
| Genotek  | Зара Карсанова      | T2g1                        |

## Известные носители
- Казбек Дрисович Карсанов (1910–1997) — советский военачальник, генерал-майор артиллерии, герой Советского Союза.
- Николай Алексеевич Карсанов (1901–1953) — инженер-полковник, профессор, доктор химических наук, преподаватель Военно-химической академии.

Искусство
- Галина Ивановна Карсанова (1948) — балетмейстер, солистка государственного ансамбля "Алан", народная артистка Северной Осетии.[5]
- Магомед Николаевич Карсанов (1949) — доулист ансамбля народного танца «Алан», заслуженный артист Российской Федерации.

Медицина
- Валерий Туркиевич Карсанов (1954) — зав. кафедрой ортопедической стоматологии НГМУ, доктор медицинских наук, профессор.
- Николай Васильевич Карсанов (1923–2001) — доктор медицинских наук, профессор, член-корреспондент РАМН, заслуженный деятель науки.[6]
- Тамара Константиновна Карсанова (1948) — акушер гинеколог высшей категории, заведующая отделением роддома №1 города Владикавказ.[7]

Спорт
- Владимир Петрович Карсанов (1949) — тяжёлоатлет, чемпион и рекордсмен СССР среди молодёжи (1968), чемпион РСФСР (1968, 1969, 1970).
- Умар Махарбекович Карсанов (1981) — российский футболист, тренер футбольного клуба «Губкин».